# Židovský hřbitov v Uherském Ostrohu
Židovský hřbitov v Uherském Ostrohu byl založen v roce 1862 jako druhý zdejší židovský hřbitov. Nachází se na Ostrožském předměstí při Veselské ulici v areálu městského hřbitova. Hřbitov je chráněn jako kulturní památka České republiky.
Na ploše 2759 m² se dochovalo kolem dvou set novodobých náhrobních kamenů (macev) a k tomu další asi stovka náhrobků, které sem byly přeneseny ze staršího hřbitova, jenž byl zlikvidován v roce 1954 a na jehož místě je dnes komunikace. Nejstarší z těchto macev pocházejí ze 16. století. Po roce 1945 došlo ke zbourání márnice i hrobnického domku, roku 1959 byl na pohřebišti odhalen památník obětem holokaustu. V roce 2009 bylo 63 náhrobků těžce poškozeno při vandalském útoku.
Ostrožská židovská komunita přestala existovat v roce 1941, kdy byli zdejší Židé, zbavení svých práv a majetku a 18. ledna převezeni do sběrného ghetta v Uherském Brodě, odkud pak byli deportováni do Terezína a poté do vyhlazovacích táborů na východě.